# Мохаммад Али Мохавед
Мохаммад Али Мохавед (перс. محمدعلی موحد‎) (род. 24 мая 1923 года, Тебриз) — поэт, исследователь мистицизма, историк, юрист, постоянный член Академии персидского языка и литературы. Мохаммад Али начал своё обучение в школе «Тадайон» и «Эттехад-е ноу» в Тебризе, а затем, в 1940 году, после получения диплома о среднем образовании с гуманитарным профилем, переехал в Тегеран. Однако вследствие смерти отца (1938 г.) был вынужден вернуться в Тебриз, чтобы возглавить управление семьёй, в результате чего в течение десяти лет проживал и в Тебризе, и в Тегеране.

## Периоды деятельности
В 1950 году он поступил на работу в Абаданскую нефтяную компанию, а после изгнания англичан в 1953 году стал редактором газеты Нефтяной компании и в том же году был переведен в Тегеран. В 1953 году он также работал над переводом путевых записок Ибн Баттуты, которые были опубликованы в 1957году. Благодаря выдающемуся переводу он был замечен Арбабом Фазлом и поощрение других мастеров пера, как Моджтаба Минави, а также Мохаммад Али Джамалзаде, поощряли и посещали его, имя Мохаведа было на слуху.
Мохавед продолжил свое образование на факультете права и политических наук Тегеранского университета и сумел получить в этом университете степень доктора частного права. В 1959 году, после окончания учёбы, он отправился в Англию, чтобы продолжить своё образование в области международного права, и учился у профессора Дженнингса в Кембриджском университете и у профессора Шварценберга в Лондоне.
В этот период он также общался с такими иранистами как: Артур Арбери, Владимир Минорский и Локхарт. Помимо этого, он исследовал рукописи в Британском музее, среди них он выбрал для редактирования рукопись «Сулук аль-Мулук» Фазлуллы Розбехана Ханджи по прозвищу «Амин».
Будучи адвокатом первой степени, он было одним из юристов Национальной иранской нефтяной компании с момента её создания и сумел достичь высоких должностей, например: Главный советник Совета директоров, Старший советник и Член Совета директоров. Во время создания ОПЕК он в течение шести месяцев был исполнительным вице-президентом этой организации в Женеве. Помимо официальных работы, Мовахед преподавал гражданское право и нефтяное право на юридическом факультете Тегеранского университета и на факультете бухгалтерского учёта и финансов Национальной иранской нефтяной компании.

## Работы
На протяжении всей своей жизни он всегда занимался исследованиями, писательством и переводами и оставил значительные труды, которые, несомненно, являются одними из наиболее важных в исследовании мистических текстов. Особенно важны его публикации критических статей Шамса Тебризи. Мохаммад Тахери Хосрошахи, исследователь персидской литературы из Тебризского университета, составил и издал сборник статей Мохаммада Али Мохаведа под названием «Бакафале-йе шоук», в который вошли статьи его друзей, коллег и учеников о жизни и творчестве Мохаведа. Мохавед — один из исследователей мистицизма, что считают, что Шамса Тебризи захоронен в городе Хой, потому что гробница с минаретом за пределами города Хой, известна как «Минарет Шамса Тебризи» с начала 15 века.
Мохавед также является экспертом в области права, а две его книги «Уроки нефтяного арбитража» и «Наша нефть и правовые вопросы» были введены в качестве учебника в магистерскую программу коммерческого права и рекомендуются как учебные пособия. Мохаммад Али Мовахед впервые ввел правовую проблематику нефти в учебники Университета. В своих исторических исследованиях доктор Мохавед провёл важную и большую работу, состоящую из четырёх томов «Тревога нефти».